# 2017-es izlandi parlamenti választás
A 2017-es izlandi parlamenti választásra 2017. október 28-án került sor. Ezen a napon a szavazók megválasztották az Alþingi (az izlandi parlament) 63 tagját. A választás idő előtti volt: a 2016 októberében megválasztott előző országgyűlés mandátuma 2020-ig szólt, de Guðni Jóhannesson elnök kénytelen volt új választást kiírni, miután Bjarni Benediktsson miniszterelnök kormánykoalíciója 2017 szeptemberében összeomlott.

## Eredmények
A választáson egyik párt sem ért el abszolút többséget. Az Alþingibe a következő pártok jutottak be:
1. Függetlenségi Párt: 16 mandátum (25,2%)
2. Baloldali-Zöld Mozgalom: 11 mandátum (16,9%)
3. Szociáldemokrata Szövetség: 7 mandátum (12,1%)
4. Centrumpárt: 7 mandátum (10,9%)
5. Progresszív Párt: 8 mandátum (10,7%)
6. Kalózpárt: 6 mandátum (9,2%)
7. Néppárt: 4 mandátum (6,9%)
8. Reformpárt: 4 mandátum (6,7%)